# Mitrofan Petrovič Beljaev

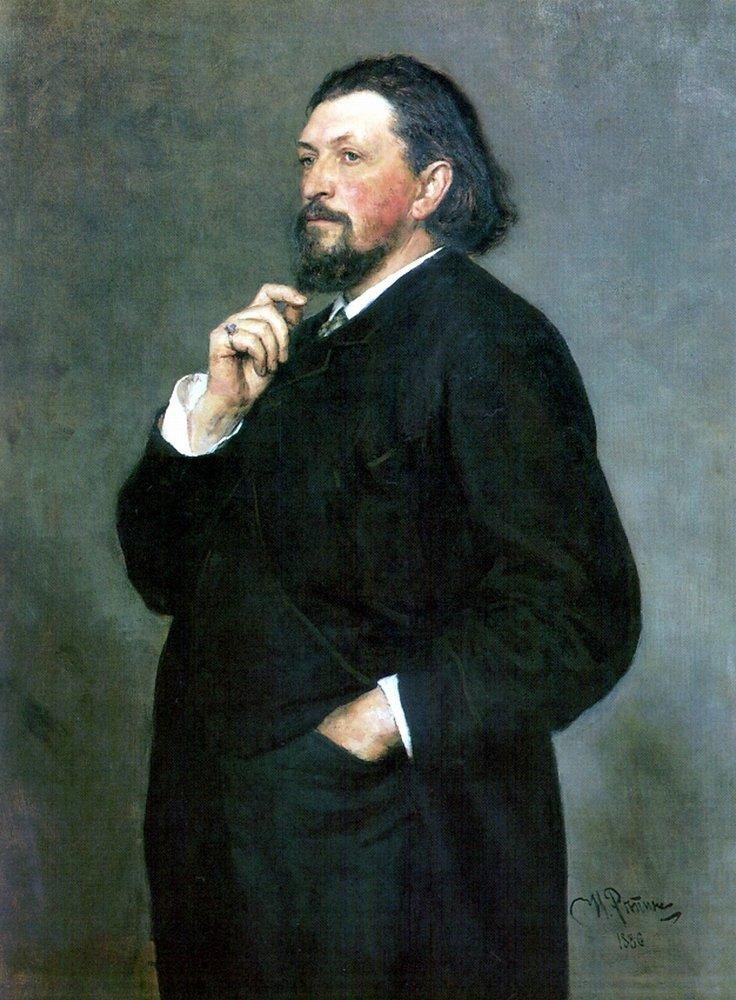
Ritratto di M. P. Beljaev di Il'ja Efimovič Repin (1886).

Mitrofan Petrovič Beljaev (in russo Митрофа́н Петро́вич Беля́ев?; San Pietroburgo, 10 febbraio 1836 – San Pietroburgo, 22 dicembre 1903) è stato un musicista e editore musicale russo, noto anche come Belaieff o Belyayev, agli inizi della sua carriera importante commerciante di legname.

## Biografia
Beljaev era figlio di un ricco commerciante di legname e proprietario terriero russo e di madre svedese. Dimostrò subito grandi doti di commerciante ed iniziò a lavorare nell'impresa del padre nella quale lavorò per circa un trentennio, anche se la sua passione iniziale era la musica.
Imparò a suonare il violino, la viola ed il pianoforte a scuola, e suonò poi la viola per diversi anni in un quartetto d'archi. Successivamente divenne membro di un circolo di amici musicisti a San Pietroburgo, e con i più in vista dell'epoca - Anatolij Ljadov e Aleksandr Borodin - intraprese viaggi in Russia ed all'estero per imparare la musica, andando anche a Bayreuth. Beljaev parlava diverse lingue straniere, compreso il tedesco.
Un evento importante per il futuro musicale di Beljaev fu l'incontro nel 1882 con il talentuoso diciassettenne Aleksandr Glazunov, la cui Sinfonia No. 1 venne eseguita in quel tempo. Il crescente impegno di Beljaev per la promozione dei compositori russi lo portò ad un ritiro progressivo dalla sua attività di commerciante di legname. Nel 1884 divenne fondatore del "Premio Glinka", assegnato annualmente. Nei primi anni i vincitori furono Borodin, Milij Balakirev, Pëtr Il'ič Čajkovskij, Nikolaj Rimskij-Korsakov, César Cui e Ljadov.
Nel 1885 Beljaev fondò la casa editrice "M.P. Belaieff" a Lipsia. Nel decennio successivo pubblicò 1.200 composizioni, la prima delle quali fu l'Overture su un tema greco di Glazunov. I lavori pubblicati erano edizioni di alta qualità, gli autori ricevevano diritti d'autore maggiori del solito, e riusciva a tenere sotto controllo tutte le esecuzioni. Così Beljaev fornì importanti contributi alla promozione e diffusione della musica russa. In un primo momento era lo stesso Beljaev a selezionare i lavori da produrre; successivamente, delegò ad una giuria, costituita da Rimskij-Korsakov, Ljadov e Glazunov, il compito di selezionare i lavori. Compositori, non solo di San Pietroburgo, vennero accettati al programma della casa editrice, ma anche "compositori occidentali" e moscoviti come Sergej Taneev e Aleksandr Skrjabin.
Nel 1885 Beljaev fondò i Concerti Sinfonici Russi a San Pietroburgo, e dal 1891 nella sua casa si tennero i settimanali "Venerdì quartetto" ("Les Vendredis"). I compositori promossi da Beljaev parecchie volte scrivettero contributi musicali, sia in suo onore che per contribuire a queste occasioni. Ad esempio, per il suo 50º compleanno, Rimskij-Korsakov, Borodin, Glazunov e Ljadov collaborato alla realizzazione di un Quartetto per archi sul tema si♭-la-fa (che secondo la notazione anglosassone realizzava il cognome del mecenate Be-la-ef). Un altro dei loro progetti comuni fu una serie di variazioni su un tema russo per pianoforte e orchestra, al quale oltre ad Aleksandr Aleksandrovič Kopylov, contribuirono Nikolaj Aleksandrovič Sokolov e altri membri del circolo, con singoli movimenti.
Nel 1886 il pittore russo Il'ja Efimovič Repin realizzò un ritratto di Beljaev.